# 波登西
波登西是葡萄牙布拉干萨区的一个堂区。总面积14.33平方公里，总人口357人，人口密度24.9人/平方公里。